# Гольці
Гольці — назва гірських вершин або гірських масивів, поширене в Сибіру. Лисі гори, як правило, піднімаються вище верхньої межі лісу (звідси й походить їхня назва). Вершини гольців зазвичай мають плоскі вершини з кам'янистими або щебенчатими розсипами. Покриті тундровою рослинністю — мохами, лишайниками, кедровим підліском, карликовими березами і ялівцем.
Найвідоміші гольці: в Саянах — Ботогольські, Китойські і Тункінські лисі гори, в Забайкаллі — гольці Сохондо.